# Пиг'я-Сакала (волость)
Пи́г'я-Са́кала (ест. Põhja-Sakala vald) — волость в Естонії, одиниця самоврядування в повіті Вільяндімаа, утворена під час адміністративної реформи 2017 року шляхом об'єднання міста-муніципалітету Вигма та волостей: Кио, Кипу й Сууре-Яані.

## Географічні дані
Площа волості — 1153 км2.
На територіях, що склали новоутворене самоврядування, станом на 1 січня 2017 року сумарна чисельність населення становила 8145 осіб. У місті Вигма мешкали 1287 жителів та у волостях: Кио — 1038, Кипу — 611, Сууре-Яані — 5209 осіб.

## Населені пункти
Адміністративний центр — місто Сууре-Яані, де розташовуються волосні рада та управа. Центри соціального обслуговування населення працюють у колишніх адміністративних центрах об'єднаних самоврядувань: у місті Вигма, селищі Кипу та селі Кио.
На території волості розташовані:
2 міста (linn): Вигма (Võhma), Сууре-Яані (Suure-Jaani);
2 селища (alevik): Кипу (Kõpu), Олуствере (Olustvere);
70 сіл (küla): 
Аймла (Aimla), Ар'яді (Arjadi), Ар'яссааре (Arjassaare), Аруссааре (Arussaare), Ванавескі (Vanaveski), Вастемийза (Vastemõisa), Веневере (Venevere), Вигмассааре (Võhmassaare), Вийваку (Võivaku), Виллі (Võlli), Вігі (Vihi), Енґі (Ängi), Епра (Epra), Іваскі (Ivaski), Ійа (Iia), Ілбаку (Ilbaku), Кабіла (Kabila), Канґруссааре (Kangrussaare), Кар'ясоо (Karjasoo), Керіта (Kerita), Кийдама (Kõidama), Кио (Kõo), Кібару (Kibaru), Кілду (Kildu), Кірівере (Kirivere), Кобрувере (Kobruvere), Коксвере (Koksvere), Коотсі (Kootsi), Куг'явере (Kuhjavere), Куйавере (Kuiavere), Кунінґа (Kuninga), Курнувере (Kurnuvere), Кяревере (Kärevere), Лаане (Laane), Лагмузе (Lahmuse), Леммакинну (Lemmakõnnu), Лигавере (Lõhavere), Лоопре (Loopre), Мааласті (Maalasti), Метскюла (Metsküla), Мудісте (Mudiste), Мунсі (Munsi), Мяекюла (Mäeküla), Навесті (Navesti), Нуутре (Nuutre), Пааксіма (Paaksima), Паелама (Paelama), Паенасті (Paenasti), Пиг'яка (Põhjaka), Піліствере (Pilistvere), Пунакюла (Punaküla), Пяракюла (Päraküla), Рееґолді (Reegoldi), Рійассааре (Riiassaare), Ряека (Rääka), Савіауґу (Saviaugu), Сандра (Sandra), Серукюла (Seruküla), Соомевере (Soomevere), Супсі (Supsi), Сюрґавере (Sürgavere), Таевере (Taevere), Тіпу (Tipu), Тяексі (Tääksi), Тяллевере (Tällevere), Уйа (Uia), Унаквере (Unakvere), Юлде (Ülde), Ялевере (Jälevere), Яска (Jaska).

## Символіка
Символами самоврядування Пиг'я-Сакала залишилися герб та прапор волості Сууре-Яані.

## Історія
26 січня 2017 року Уряд Естонії постановою № 27 затвердив утворення нової адміністративної одиниці — волості Пиг'я-Сакала — шляхом об'єднання територій міського самоврядування Вигма та трьох волостей: Кио, Кипу й Сууре-Яані. Зміни в адміністративно-територіальному устрої, відповідно до постанови, мали набрати чинності з дня оголошення результатів виборів до волосної ради нового самоврядування.
15 жовтня 2017 року в Естонії відбулися вибори в органи місцевої влади. Утворення волості Пиг'я-Сакала набуло чинності 21 жовтня 2017 року. Місто Вигма та волості Кио, Кипу й Сууре-Яані вилучені з «Переліку адміністративних одиниць на території Естонії».